# Julius Benedict
Julius Benedict (Stuttgart, 27 de noviembre de 1804 - Londres 5 de junio de 1885) fue un pianista y compositor alemán.

## Biografía
Hijo de un banquero judío, pero bautizado en la iglesia protestante, fue discípulo de Johann Christian Abeille en su ciudad natal y después de Johann Nepomuk Hummel en Weimar y de Weber en Dresde. Por recomendación del último, fue nombrado director de orquesta del teatro de la Kärtnertor de Viena (1824), pasando el año siguiente a Nápoles, donde ocupó el mismo cargo en los de San Carlos y del Fondo, y estrenó su primera ópera, Esrnest y Giacinta. Vivió algunos años dando conciertos de piano por diferentes ciudades de Alemania, y desde 1835 residió con ligeras interrupciones (como la de 1850-51), en la que haga con Juana Lynd hizo una excursión artística por América) en Londres, y en sus teatros dirigió óperas italianas e inglesas, la Vocal Association y los conciertos populares de los lunes, que él mismo instituyó en 1860. Más tarde fue maestro de capilla del Covent Garden y en 1876-80 fue director de la Sociedad Filarmónica de Liverpool. La reina Victoria le confirió la dignidad de caballero en 1870, y rodeado de la mayor consideración como ejecutante y como maestro falleció en Londres el 5 de junio de 1885. 
Como pianista Benedict se distinguió por su técnica perfecta, su expresión y su vigoroso colorido. Como compositor dejó multitud de obras de piano, más brillantes que profundas, las cantatas Undine (1860), Ricardo Corazón de León (1863) y Santa Cecilia (1866), el oratorio San Pedro (1870), dos sinfonías, oberturas para concierto, etc. pero además compuso una porción de óperas, las primeras de las cuales (tres italianas) recuerdan el estilo de Rossini, pero a partir de 1838, en que hizo su primer ensayo con The gipsy's warning, se dedicó a escribir óperas inglesas, imitando más bien la manera de Weber, con lo que alcanzó grandes triunfos, especialmente con The hides of Venice (1844), The crusaders (1846), The Lily of Killarney (1861), The hide of song (1865), Un anno ed un giorno, I Portoghesi a Goa, y una interesante biografía de Weber (1881).